# Glas GT
La Glas GT è un'autovettura sportiva di fascia medio-alta prodotta dalla casa automobilistica tedesca Hans Glas GmbH dal 1964 al 1967.

## Storia e contesto
All'inizio degli anni sessanta, la Glas cercò di puntare a fette di mercato di livello più alto: fu così che dopo il lancio delle piccole Goggomobil ed Isar, nel 1962 avvenne il lancio dei modelli della Serie 04, di fascia medio-bassa. Ma i vertici della casa di Dingolfing non si accontentarono e decisero di cominciare a lavorare ad una nuova vettura, stavolta di tipo sportivo e di classe media o medio-alta.

## Profilo e tecnica
Per la carrozzeria ci si avvalse di Pietro Frua, uno stilista italiano che all'epoca era molto noto, il quale disegnò una coupé dall'aspetto e dalla linea molto sportiva.
Per quanto riguardava il motore, invece, venne realizzata un'unità da 1.3 litri mediante la rialesatura del piccolo motore da 1 litro utilizzato sulle 1004.

La vettura fu presentata al Salone di Francoforte del 1963 e venne lanciata nel marzo del 1964 con il nome di 1300 GT.

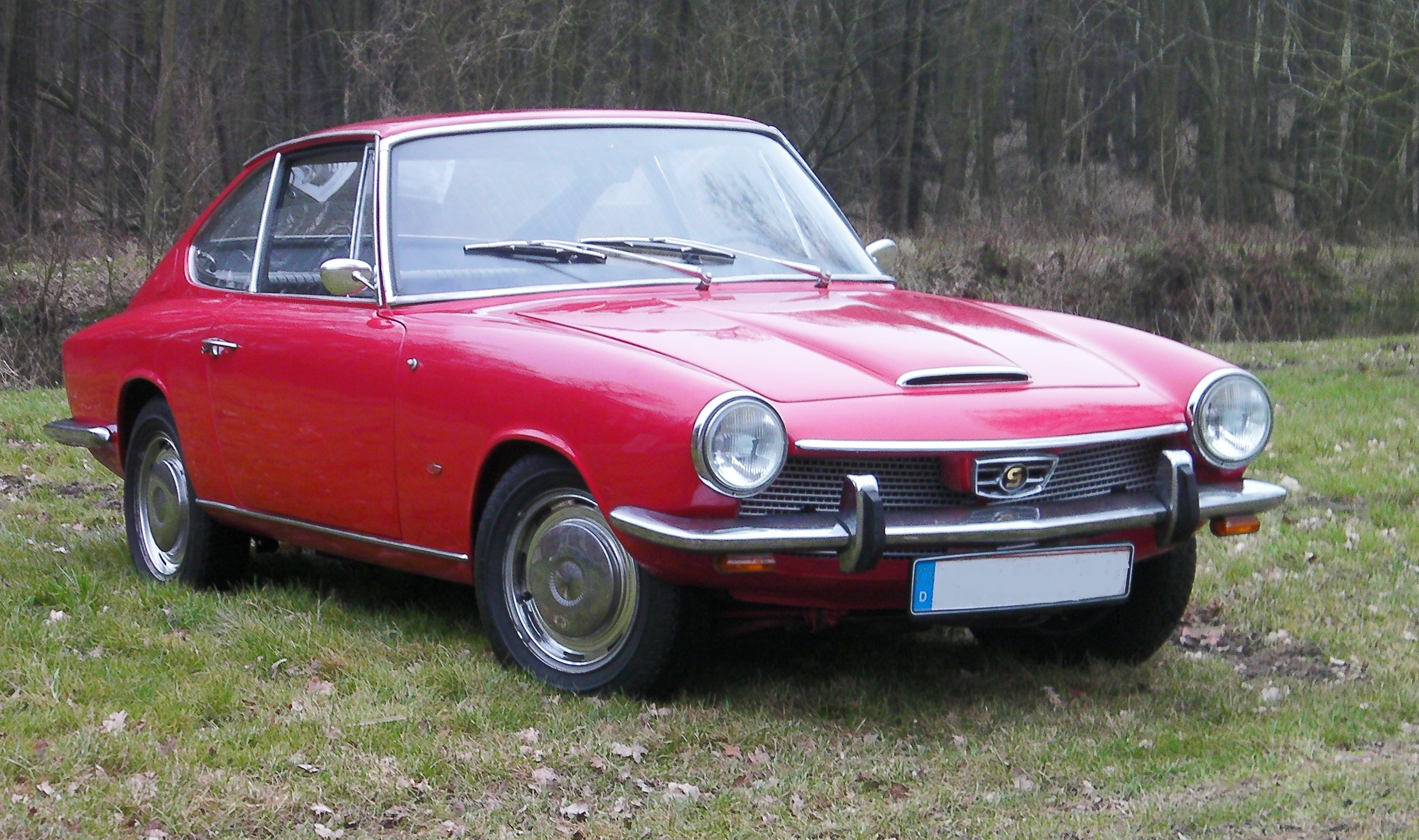
Glas 1700 GT

La vettura era una filante coupé di classe media a due posti più due, caratterizzata da una coda molto spiovente e dinamica, nonché dai classici fari anteriori circolari sporgenti, nello stile dell'epoca. I piccoli fari posteriori erano invece sistemati a coppie. Nel complesso, la linea della 1300 GT valse alla vettura un riconoscimento, non ufficiale ma pressoché unanime, come la più bella Glas mai realizzata.
La 1300 GT montava un 4 cilindri da 1290 cm³, in grado di erogare inizialmente una potenza massima di 75 CV, sufficienti per spingere la vettura a 170 km/h di velocità massima, coprendo lo scatto da 0 a 100 km/h in 13 secondi.
Le sospensioni erano anteriormente a ruote indipendenti con molle elicoidali, mentre posteriormente erano ad assale rigido con molle a balestra. L'impianto frenante era di tipo misto, con dischi anteriori ad azionamento idraulico e tamburi posteriori.

## Evoluzione
Nel mese di luglio dello stesso anno fu lanciata la versione roadster, dalla linea ancor più slanciata di quella della coupé, e che montava lo stesso propulsore.

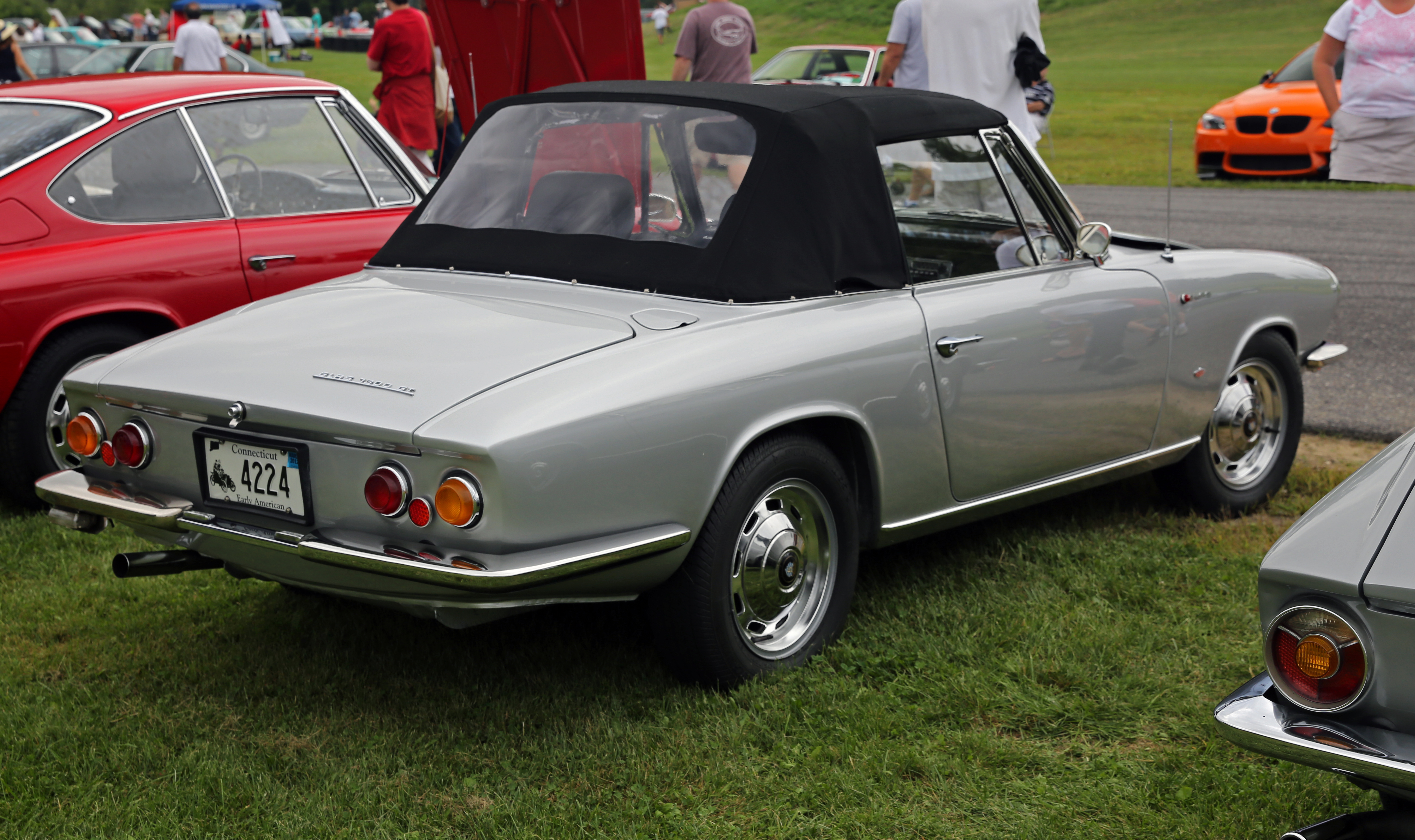
Glas 1300 GT Cabriolet del 1966

Un anno dopo, nel settembre 1965, la gamma venne ampliata e rivista profondamente: alle 1300 GT coupé e roadster venne affiancata la 1700 GT, anch'essa disponibile con le stesse varianti di carrozzeria, ma equipaggiata dal motore della berlina 1700, un 4 cilindri da 1682 cm³ in grado di erogare 100 CV e di spingere la vettura a 185 km/h di velocità massima, con un'accelerazione da 0 a 100 km/h in 11"5.
Nello stesso periodo, la 1300 GT fu rivisitata meccanicamente e la sua potenza massima passò da 75 ad 85 CV, con un miglioramento nelle doti dinamiche: la velocità massima salì a 175 km/h e l'accelerazione da 0 a 100 km/h fu coperta in 12,5 secondi.
Nel 1967, la BMW rilevò la Glas e procedette ad un massiccio sfoltimento della gamma della casa tedesca. Molti modelli furono tolti di produzione, ma non la GT, che fu riproposta con il marchio della casa di Monaco e con il nome di BMW 1600 GT, prodotta unicamente in versione coupé, la quale montava in gran parte meccanica di origine BMW.
Dopo un anno di produzione con il nuovo marchio, la bella sportiva firmata da Frua fu definitivamente pensionata.